# 동해고속버스터미널
동해고속버스터미널은 강원특별자치도 동해시 부곡동에 있었던 대한민국의 고속버스 터미널이었다. 고속버스 전산망상의 터미널 번호는 210이다.

## 역사
원래 이 터미널은 고속버스 전용 터미널이었으나, 2008년 11월에 평릉동에 있었던 동해시외버스터미널이 경영난으로 잠시 폐쇄되자 시외버스들이 이 터미널을 임시로 이용했다.
2012년 1월 동해시청에서 동해시외버스터미널 건물 및 부지를 매입한 후 시영 터미널로 전환해 2013년 7월 1일부터 동해시외버스터미널의 운영을 재개하면서 이 터미널은 다시 고속버스만 운행하게 되었다.
그러나 터미널 이원화 때문에 동서울로 가는 사람들로부터 불만이 빗발쳤고, 이에 동해시청과 동부고속 측이 터미널 일원화에 합의함에 따라 2018년 12월 26일을 마지막으로 터미널 운영을 종료한 후 폐쇄됐다. 이에 따라 서울/동서울 - 삼척 노선은 동해시외버스터미널로 중간 승하차지가 변경됐다. 수원 - 삼척 노선은 동해를 무정차해 왔으나, 2020년 1월 21일부터 동해 중간 승하차를 개시했다.

## 과거 운행 노선
| 운행 노선       | 운행업체 | 운행구간 | 운행구간 | 운행구간 | 경유지     | 배차 간격 (분) | 시간표                                                 |
| --------------- | -------- | -------- | -------- | -------- | ---------- | -------------- | ------------------------------------------------------ |
| 동해 ↔ 서울경부 | 동부고속 | 동해     | ↔        | 서울경부 | 횡성휴게소 | 30~40          | 첫차:06:30(동해 기준) 막차:24:00(동해 기준)            |
| 동해 ↔ 동서울   | 동부고속 | 동해     | ↔        | 동서울   | 횡성휴게소 | 8회            | 06:25, 09:15, 10:25, 11:50, 14:25, 15:25, 16:55, 20:05 |

## 같이 보기
- 동해시외버스터미널